# Papuanticlea neutralis
Papuanticlea neutralis är en fjärilsart som beskrevs av Louis Beethoven Prout 1922. Papuanticlea neutralis ingår i släktet Papuanticlea och familjen mätare. Inga underarter finns listade i Catalogue of Life.